# Gyöngyös-sík
A Gyöngyös-sík a Vas–Soproni-síkság egyik kistája Vas vármegyében, Szombathely tágabb környezetében. A 420 km²-es területű vidék a Kőszegi-hegység délkeleti előterében, északnyugat–délkeleti irányban futó süllyedékes Gyöngyös-völgy széles ártere, illetve az attól keletre elterülő, a Gyöngyös építette kavicstakarós síkság. Északnyugatról a Kőszeghegyalja, északról a Répce völgye, illetve az azon túl húzódó Répce-sík, keletről és délkeletről a Rábai teraszos sík, délnyugatról pedig a Pinka-sík határolja.

## Földtan és domborzat
Az alpi takaróhoz tartozó medencealjzaton a jégkorszakban alakult ki a táj felszíne, amelyet dél felé vastagodó vályog, vályogos-agyagos-löszös üledék, illetve lösz borít. A Gyöngyös völgye az újpleisztocén időszak vége felé vágódott be a Kőszegi-hegység hegylábfelszínének alapkőzetébe, de a Rábától eltérően terasza nem, csak széles ártere alakult ki. E völgylapálytól keletre építette a Gyöngyös kavicstakarós síkságát, amelynek keleti, meredek töréspereme a Rábai teraszos sík kavicstakarójával érintkezik.
Az északnyugatról délkeleti irányban – a Gyöngyös folyását követve – enyhén lejtő síkság átlagos tengerszint feletti magassága 207 méter. Legmagasabb pontja Szombathely északnyugati részén (256 m), legalacsonyabb pontja pedig Szelesténél (155 m) található. A kistáj a Gyöngyös vízgyűjtő területe, melynek mellékágai a Baláta-patak, a Borzó-patak, a Perec-patak, a Surányi-patak, a Sárd-ér, a Sormás-ér, a Hosszúvíz-patak és a Rátka-patak. A Gyöngyös-sík északi részén a Répcét (Ablánc-patak, Szelestei-patak, Kőris-patak), illetve délen a Jáki-Sorokot és a Gyöngyösi-sík nyugati peremén futó Perintet tápláló vizek (Vizellős-patak, Kis-Sorok) is fakadnak. Két kis tava a Vassurányi-tó (0,7 ha) és a mesterséges szombathelyi csónakázótó.

## Éghajlat
Éghajlatát mérsékelten hűvös évi középhőmérséklet (9–10 °C) jellemzi, a kistáj keleti részének évi és szezonális átlaghőmérséklete rendszerint 0,5 °C-kal magasabb a nyugatinál. Az évi csapadékmennyiség szintén mérsékelt (630–650 mm/év). Nyugati irányban haladva jellemzően csapadékosabb területekre jutunk, a legtöbb egynapi csapadékot Szombathelyen mérték (112 mm). Az évi napsütötte órák száma 1850–1900 között mozog. Az északi és déli szélirány egyaránt jellemző, az átlagos szélsebesség 10,8–12,6 km/h.

## Talaj és növényzet
Fő talajtípusa a löszös üledéken képződött barnaföld (a terület 69%-án), valamint északon az agyagbemosódásos barna erdőtalaj (20%), a kovárványos barna erdőtalaj (10%), az ártéri területeken pedig a réti öntéstalaj (1%). Természetes növénytakarója nyugaton a gyertyános-tölgyesek, amelyek helyét kelet felé haladva fokozatosan a cseres-tölgyesek veszik át, emellett másodlagosan gyeptársulások is jellemzik a síkságot. A megmaradt erdőterületek csupán a kistáj 18,1%-át teszik ki, lévén erősen betelepült és intenzív szántóművelés alatt álló vidékről szó.
| Területhasznosítás | Terület     | Területarány |
| ------------------ | ----------- | ------------ |
| Lakott terület     | 4 048,4 ha  | 9,6%         |
| Szántó             | 28 259,2 ha | 67,2%        |
| Kert               | 410,2 ha    | 1,0%         |
| Szőlő              | 8,7 ha      | 0,0%         |
| Rét, legelő        | 1 559,6 ha  | 3,7%         |
| Erdő               | 7 615,5 ha  | 18,1%        |
| Vízfelszín         | 140,3 ha    | 0,3%         |

## Népesség
Az átlagosnál sűrűbben lakott kistáj (238 fő/km², 2001), de ez a nyugati peremén elterülő Vas vármegyei székhely, Szombathely hatása. Csupán hat település lélekszáma éri el az 1000 főt (2008): Balogunyom, Gencsapáti, Gyöngyösfalu, Lukácsháza, Táplánszentkereszt és Vép. A Gyöngyös-sík további huszonegy települése apró- vagy kisfalu: Acsád, Bozzai, Bögöt, Kenéz, Kisunyom, Kőszegpaty, Meszlen, Nemesbőd, Porpác, Pósfa, Pusztacsó, Salköveskút, Sorkikápolna, Sorokpolány, Söpte, Szeleste, Tanakajd, Vasasszonyfa, Vassurány, Vasszilvágy, Vát.
A lakosság 78,5%-a római katolikus, 3,4%-a evangélikus, 2,6%-a pedig református. A lakosság döntő része magyar nemzetiségű, a cigány, horvát és német kisebbségek részaránya egyaránt 0,3–0,4% körül mozog.